# The Spiders from Mars

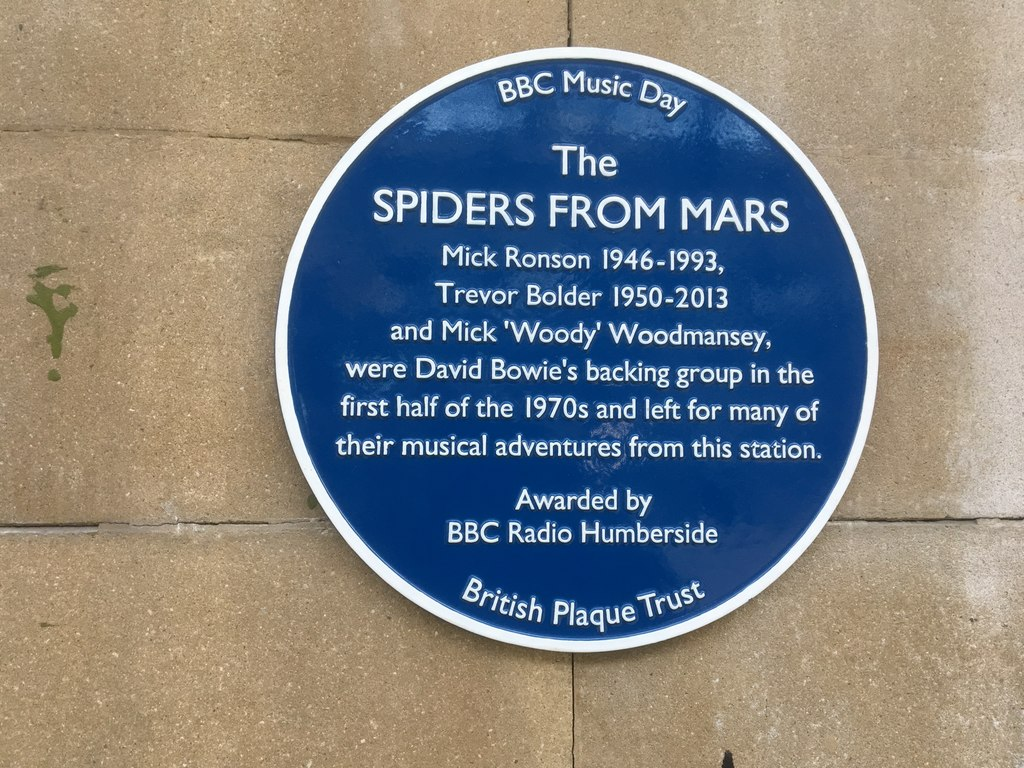
Plaque commémorative à Kingston upon Hull.

The Spiders from Mars est le groupe d'accompagnement de David Bowie durant sa période glam rock, de 1970 à 1973.

## Histoire
Les Spiders from Mars sont directement issus de Hype, un groupe monté par David Bowie en février 1970 avec Mick Ronson à la guitare, Tony Visconti à la basse et John Cambridge à la batterie. Ce dernier est remplacé par Mick Woodmansey à partir du mois de mai. Ronson et Woodmansey ont déjà joué ensemble l'année précédente au sein des Rats, un groupe de la région de Kingston upon Hull dont ils sont tous deux originaires. La formation définitive des Spiders, avec Trevor Bolder à la basse, donne son premier concert le 25 septembre 1971 au Friars Club d'Aylesbury,.
Le groupe doit son nom à l'album The Rise and Fall of Ziggy Stardust and the Spiders from Mars : Bowie est Ziggy Stardust et ses musiciens les Spiders from Mars. Le chanteur les convainc de se laisser pousser les cheveux, de porter du maquillage et des tenues moulantes. Le premier concert pour lequel la tête d'affiche est « David Bowie & the Spiders from Mars » et pas seulement Bowie est donné le 21 juin au Civic Hall de Dunstable, deux semaines après la sortie de l'album.
Le Ziggy Stardust Tour dure de janvier 1972 à juillet 1973. Durant cette période, les Spiders parcourent le Royaume-Uni, les États-Unis et le Japon et participent à l'enregistrement de l'album Aladdin Sane, qui sort en avril 1973. À la surprise de Bolder et Woodmansey, Bowie annonce la retraite de Ziggy Stardust lors du dernier concert de la tournée, le 3 juillet 1973 au Hammersmith Odeon. Bolder et Ronson participent encore à l'album suivant de Bowie, Pin Ups, avant que le chanteur ne cesse de faire appel à leurs services.
En 1975, Trevor Bolder et Mick Woodmansey relancent un groupe baptisé « The Spiders from Mars », sans Mick Ronson. Ils font appel au guitariste Dave Black, au chanteur Pete McDonald et au pianiste Mike Garson et publient un unique album en 1976 avant de se séparer. Bolder rejoint par la suite Uriah Heep, tandis que Woodmansey fonde un autre groupe, Woody Woodmansey's U-Boat.
L'araignée Heteropoda davidbowie a été nommée en hommage à David Bowie en faisant référence au groupe The Spiders from Mars.

## Discographie

### Avec David Bowie
| Année | Album                                                         | Participants | Participants  | Participants    |
| Année | Album                                                         | Mick Ronson  | Trevor Bolder | Mick Woodmansey |
| ----- | ------------------------------------------------------------- | ------------ | ------------- | --------------- |
| 1970  | The Man Who Sold the World                                    | Oui          | Non           | Oui             |
| 1971  | Hunky Dory                                                    | Oui          | Oui           | Oui             |
| 1972  | The Rise and Fall of Ziggy Stardust and the Spiders from Mars | Oui          | Oui           | Oui             |
| 1973  | Aladdin Sane                                                  | Oui          | Oui           | Oui             |
| 1973  | Pin Ups                                                       | Oui          | Oui           | Non             |